# Памятник рабочим завода «Арсенал»
Памятник рабочим завода «Арсенал» — мемориальное сооружение, представляющее собой горную пушку, установленную в 1923 году на постамент из красного гранита, оставшийся от снесённого в 1918 году памятника Искре и Кочубею. Пушечный ствол развёрнут в направлении Киевского завода «Арсенал» им. В. И. Ленина.
Орудие, включенное в композицию, является, как утверждают, именно той пушкой, из которой арсенальцы произвели первый выстрел по войскам Центральной рады. В годы оккупации Киева войсками гитлеровской Германии (в Великую Отечественную войну) нацисты разрушили памятник, сбросив с постамента пушку. После освобождения Киева монумент был реставрирован.
30 января 2017 года было сделано заявление, что памятник должны демонтировать. Архитектор Георгий Духовичный, член Украинского комитета ЮНЕСКО, отметил, что «Пушку» нельзя считать памятником коммунизму, из-за того, что из неё артиллеристы стреляли по тем, кто поддерживал большевиков. 13 февраля 2017 года в департаменте градостроительства и архитектуры КГГА решили, что памятник демонтировать не будут (так как памятник не вошел в перечень объектов для демонтажа).
18 июня 2019 года представителями Всеукраинского молодежного движения «Достоинство нации» была произведена декоммунизация памятника. В постамент монумента была вмонтирована плита с новым текстом. Коммунистические надписи предварительно убраны, активистами была произведена реставрация пушки и постамента.
Изначально на памятнике была надпись на русском языке: «Пролетарии всех стран, соединяйтесь! В 5-ю годовщину Октябрьской Революции Пленум Киевского Горсовета отмечает особые заслуги перед Пролетарской Революцией Киевского Арсенала, первого завода, выступившего в Киеве с оружием в руках в Октябре 1917 г. за власть Советов. Горсовет рабочих и красноармейских депутатов».
С июня 2019 года на пьедестале — надпись на украинском языке, которая переводится следующим образом: «22 января (4 февраля) 1918 года украинскими военными под командованием Симона Петлюры и Евгения Коновальца был подавлен коварный московско-большевицкий мятеж на заводе «Арсенал» против Украинской Государственности. ГЕРОЯМ СЛАВА! «Дело получения Украинской Государственности — это дело нации украинской, а не какого-то класса или партии». Симон Петлюра. От благодарных украинских военных».